# Districtul Sapphaya
Sapphaya (în thailandeză สรรพยา) este un district (Amphoe) din provincia Chainat, Thailanda, cu o populație de 44.553 de locuitori și o suprafață de 228,27 km².

## Componență
Districtul este subdivizat în 7 subdistricte (tambon), care sunt subdivizate în 55 de sate (muban).
| Nr. | Nume             | În thailandeză | Sate | Locuitori |
| --- | ---------------- | -------------- | ---- | --------- |
| 1.  | Sapphaya         | สรรพยา         | 07   | 7,144     |
| 2.  | Taluk            | ตลุก            | 12   | 8,971     |
| 3.  | Khao Kaeo        | เขาแก้ว         | 06   | 3,104     |
| 4.  | Pho Nang Dam Tok | โพนางดำตก      | 06   | 6,764     |
| 5.  | Pho Nang Dam Ok  | โพนางดำออก     | 08   | 5,729     |
| 6.  | Bang Luang       | บางหลวง        | 07   | 6,063     |
| 7.  | Hat Asa          | หาดอาษา        | 09   | 6,778     |